# Stalag VIII A
Stalag VIII A – niemiecki obóz jeńców wojennych z II wojny światowej w Görlitz (Zgorzelec).

## Powstanie obozu

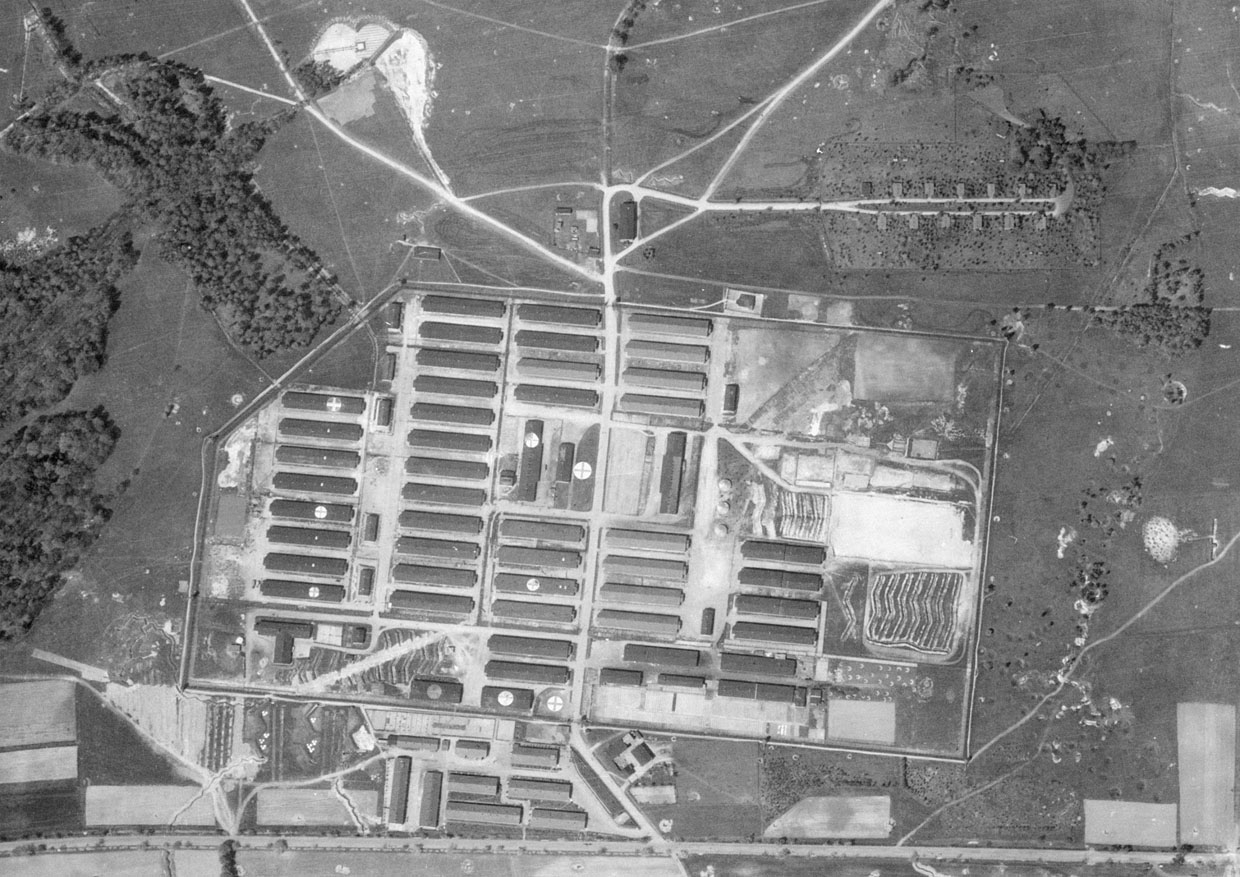
zdjęcie lotnicze wykonane przez armię amerykańską

Tuż przed rozpoczęciem wojny planowano założenie obozu jenieckiego w górnołużyckim Reichenbach, jednak ze względu na lepszy dostęp do materiałów budowlanych w oddalonym o 10 km Görlitz, zdecydowano się na zmianę lokalizacji. 26 sierpnia 1939 roku w koszarach Coubiere’a we wschodniej części Görlitz (obecna dzielnica Zgorzelec Ujazd) utworzono komendanturę obozu „A” VIII okręgu wojskowego.
Stalag VIII A początkowo jako przejściowy obóz z namiotami umiejscowiony był w północno-wschodniej części miasta, jednak w grudniu 1939 przeniesiono go w pobliże poligonu Wehrmachtu przy drodze na Bogatynię. Obóz macierzysty budowany był m.in. przez polskich jeńców, uczestników kampanii wrześniowej.
Stalag był wielokrotnie rozbudowywany ze względu na powiększającą się liczbę więźniów. Początkowo przewidywano ich liczbę na 3 tysiące, a maksymalne obciążenie obliczono na 15 tysięcy. W rzeczywistości w obozie znajdowało się jednocześnie nawet blisko 50 tysięcy jeńców.

## Struktura narodowościowa
W pierwszym okresie istnienia obozu dominującą narodowością byli Polacy. Stanowili oni ogromną większość 10 tys. więźniów zgorzeleckiego obozu. Od wiosny do czerwca 1940 roku większość Polaków przewieziono do innych obozów na zachodzie Rzeszy. Latem do Stalagu przybyło 20 tys. Belgów i Francuzów. W marcu 1941 trafiło tu ok. 2,3 tys. Jugosłowian, a w styczniu 1942 roku przybył pierwszy transport jeńców radzieckich, których we wrześniu 1943 było już prawie 20 tys. Jesienią 1943 w Stalagu pojawili się jeńcy brytyjscy, spośród których większe grupy stanowili Anglicy, Nowozelandczycy, Australijczycy i Południowoafrykańczycy (razem ok. 3 tys. żołnierzy). Po obaleniu Mussoliniego i przystąpieniu Włoch do koalicji antyfaszystowskiej obóz stał się miejscem internowania ponad 6 tys. żołnierzy włoskich. W 1944 do obozu przybyli powstańcy: żołnierze powstania warszawskiego i Słowacy walczący w słowackim powstaniu narodowym. W styczniu 1945 roku do Zgorzelca trafiło 1800 Amerykanów, przewiezionych z innych obozów.

## Warunki i traktowanie jeńców

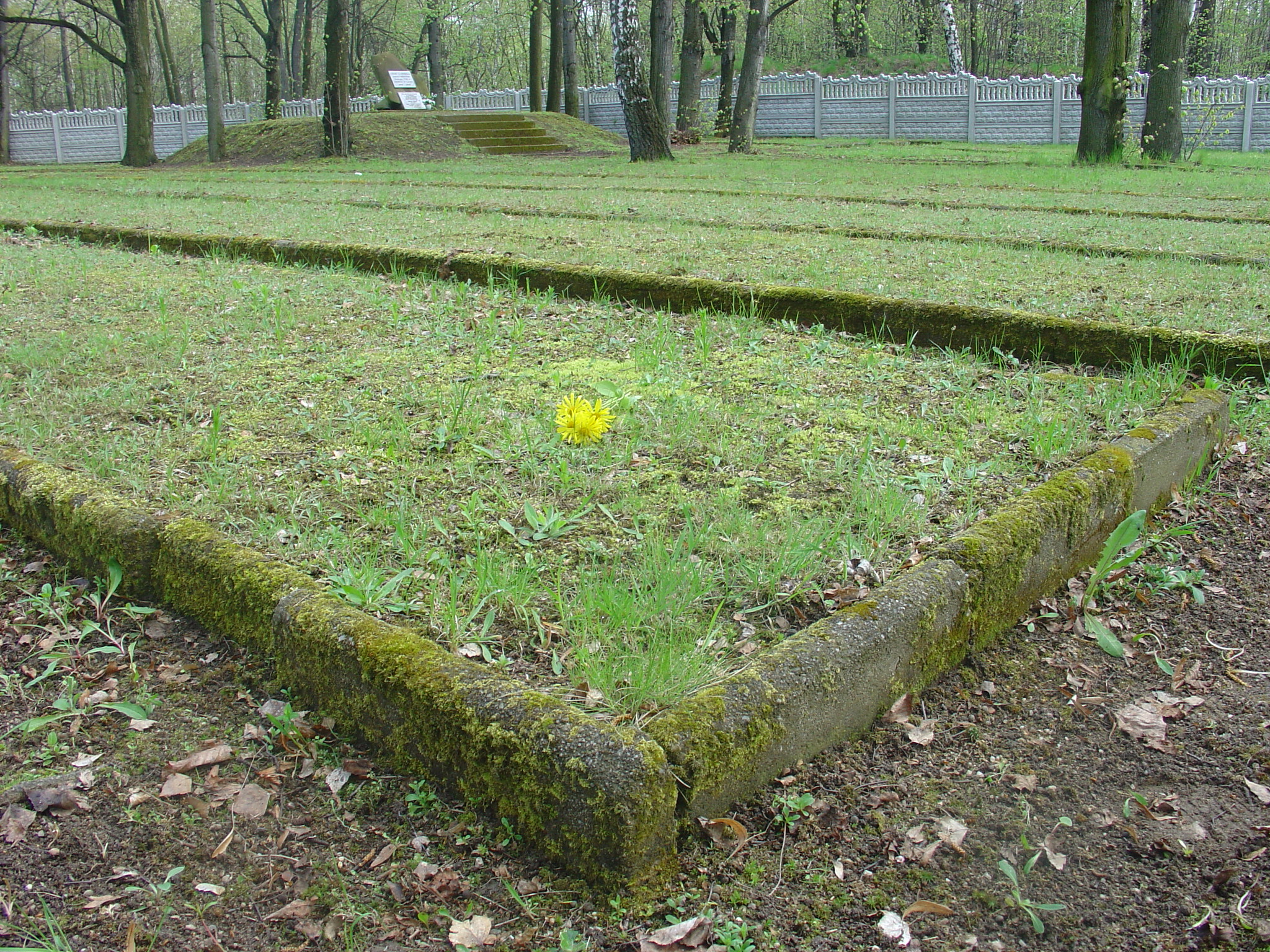
Cmentarz jeńców radzieckich

W obozie nie przestrzegano Konwencji Genewskiej. Około 80% jeńców zatrudniano do prac poza obozem, w tym przy produkcji wojennej. Baraki były niedogrzane i przeludnione. Rosjan kwaterowano nawet po 600 w jednym baraku przeznaczonym dla 200–250 jeńców. Opieka medyczna stała na niskim poziomie, brakowało leków. Szerzyły się choroby zakaźne, w tym przede wszystkim dyzenteria. Racje żywnościowe były niewielkie – bochenek chleba na kilku (7–10) żołnierzy, kawałek margaryny, pół litra rozwodnionej zupy i kawa. Jeńcy pochodzenia słowiańskiego byli traktowani gorzej niż zachodni – często dostawali mniejsze racje żywnościowe, nie otrzymywali paczek i byli kierowani do cięższych robót. Wyjątek stanowili Włosi, którzy jako „zdrajcy” zakwaterowani zostali w rosyjskiej części obozu i dzielili obozową niedolę razem z dawnymi wrogami. W ostatniej fazie wojny w obozie przebywało w Stalagu prawie tysiąc oficerów (głównie radzieckich) oraz cywile.

## Ruch oporu
W obozie przebywali żołnierze, którzy walczyli przeciwko III Rzeszy, więc mimo uwięzienia i rozbrojenia wielu z nich w dalszym ciągu prowadziło walkę z wrogiem. Walka ta miała różnoraki charakter od rozpowszechniania dowcipów o Niemcach i Hitlerze po poważny sabotaż i ucieczki w celu podjęcia czynnej walki.
Dla podtrzymania patriotyzmu i ducha walki starano się informować współwięźniów o ruchach wojsk alianckich. Mimo surowych kar konstruowano odbiorniki radiowe do odbioru radia  BBC, Wolnej Francji lub Radia Moskwa. Informacje takie jeńcy otrzymywali również ukryte w paczkach żywnościowych od bliskich. W obozie działała też tajna organizacja „Wyzwolenie Görlitz”.
Bardziej legalnym sposobem walki biernej były przedstawienia teatralne, koncerty oraz inne formy sztuki, w których przemycane były treści krytyczne wobec Niemców.
Duża liczba jeńców pracowała w przemyśle, gdzie wykorzystywano okazję, by zakłócić proces produkcji lub uszkodzić wykonywany przedmiot. Grupa belgijskich jeńców z komanda nr 2137 spowodowała nawet wykolejenie pociągu.
Najbardziej spektakularnym przejawem oporu były ucieczki z obozu. Pierwsza ucieczka miała miejsce już 23 września 1939. Kolejne próby wydostania się z niewoli odbywały się przez cały okres funkcjonowania Stalagu, głównie wiosną i latem. Jeńcy zachodni swoje ucieczki zwykle dokładnie planowali, zdobywali mapy, cywilne ubrania, prowiant. Jeńcy radzieccy wykorzystywali każdą nadającą się okazję, co spowodowane było bardziej tragicznymi warunkami bytowymi niż chęcią dalszej walki. Również kary za ucieczkę były dla Rosjan wyższe, a często rozstrzeliwano ich zaraz po schwytaniu.

## Oddziały robocze
Poza obozem macierzystym istniały również oddziały robocze tzw. komanda, czyli podobozy, w których przebywali jeńcy traktowani jako tania siła robocza dla przemysłu czy rolnictwa. Według raportu Międzynarodowego Czerwonego Krzyża z 1943 roku Stalag VIII A posiadał 976 oddziałów pracy liczących średnio 20–30 osób, choć były również oddziały kilkusetosobowe w dużych zakładach oraz jednoosobowe w małych gospodarstwach rolnych. Za swoją pracę jeńcy otrzymywali wynagrodzenie w pieniądzach obozowych (niem. Kriegsgefangenen-Geld) do wykorzystania jedynie w obozowej kantynie.
Jedną z filii – Arbeitskommando 10001, utworzono w miejscowości Wierzbowa (niem. Ruckenwaldau) w powiecie bolesławieckim, gdzie przetrzymywano jeńców alianckich, w tym komandosów z Long Range Desert Group (LRDG), których Niemcy rozstrzelali kilka godzin przed wkroczeniem wojsk radzieckich, 9 lutego 1945 roku.

## Olivier Messiaen
Kompozytor francuski Olivier Messiaen podczas pobytu w obozie skomponował Quatuor pour la fin du temp (Kwartet na koniec czasu) – utwór zaliczany do najwspanialszych dzieł muzycznych XX wieku. Prapremiera odbyła się w obozie 15 stycznia 1941 w wykonaniu Messiaena (fortepian) oraz jego współwięźniów: Jeana le Boulaire (skrzypce), Henri Akoki (klarnet) i Étienne’a Pasquier (wiolonczela).

## Ofiary
Szacuje się, że przez całą historię działania obozu przeszło przez niego ponad 100 tys. jeńców. Liczbę ofiar śmiertelnych trudno jednak oszacować. Wiadomo, że zmarło 199 Francuzów, 68 Belgów i sześciu Amerykanów oraz 28 Jugosłowian. Dane dotyczące śmierci 45 Polaków są niepełne, gdyż nie uwzględniają epidemii dyzenterii w obozie przejściowym. Liczbę ofiar wśród – najgorzej traktowanych – żołnierzy radzieckich szacuje się na 10–12 tysięcy, a wśród włoskich na ok. 500. Wielkość tych liczb wynika z fatalnych warunków bytowych (stłoczenie, choroby, głodowe racje, wyziębienie organizmu) oraz egzekucji jeńców radzieckich i włoskich.

## Po wojnie
W 1976 roku przy drodze do Bogatyni, w miejscu bramy wjazdowej do obozu, odsłonięto pomnik dla uczczenia pamięci jeńców. Pomnik powstał z inicjatywy Stowarzyszenia Byłych Jeńców Oflagów i Stalagów VIII Okręgu Wojskowego. Głównym przedstawicielem i orędownikiem tej organizacji był płk Jean Ollier. Projekt pomnika jest dziełem Pracowni Sztuk Plastycznych w Zielonej Górze, a główną część pomnika wykonał (z bolesławieckiego piaskowca) Tadeusz Dobosz. W roku 1994 dzięki staraniom francuskich kombatantów na monumencie umieszczono marmurową płytę z napisem 1939 Stalag VIII A 1945. Przez ten obóz przeszły, w nim żyły i cierpiały dziesiątki tysięcy jeńców wojny.
Niedaleko obozu mieści się cmentarz jeńców radzieckich. Uporządkowano go w latach 1962–1964. Na środku cmentarza ustawiono kamienny głaz wydobyty z wyrobiska. Widnieją na nim dwie tablice. Pierwsza o treści „Cześć i chwała jeńcom radzieckim Stalagu VIII A zmarłym w latach 1942–1945” umieszczona została przez władze polskie w roku 1964. Druga – w języku polskim i francuskim – o treści Jeńcom stalagu ku czci swoim kolegom wszystkich narodów zmarłym w niewoli. Sierpień 1965 została umieszczona przez kombatantów francuskich, których delegacja na czele z Jeanem Ollierem gościła z zapowiedzianą wizytą w Zgorzelcu. Jako że zaproponowany przez kombatantów program uroczystości przewidywał nabożeństwo religijne, polska delegacja na wniosek ówczesnych władz partyjnych odwołała swój udział w uroczystościach.
W zgorzeleckim Zespole Szkół Zawodowych i Licealnych działa Izba Pamięci założona przez historyka Romana Zgłobickiego, który jest także autorem opracowania dotyczącego obozu.
12 lipca 2006 roku na terenie byłego obozu jenieckiego Stalag VIII A wizytę złożył prokurator Oddziałowej Komisji Ścigania Zbrodni Przeciwko Narodowi Polskiemu we Wrocławiu Przemysław Cieślik. Bezpośrednim powodem wizyty było przeprowadzenie badań w sprawie zabójstwa nieustalonej liczby jeńców na terenach działek 2/72 i 2/73 w Zgorzelcu, stanowiących własność Agencji Mienia Wojskowego. Do udziału w wizji lokalnej zaproszeni zostali: zastępca burmistrza Ireneusz Aniszkiewicz, prezes Agencji Mienia Wojskowego we Wrocławiu Janusz Zieliński, dr Adam Szynkiewicz z Instytutu Nauk Geologicznych Uniwersytetu Wrocławskiego oraz największy ekspert w sprawie obozu Roman Zgłobicki. Po przeprowadzeniu analizy porównawczej schematu obozu z terenem przeprowadzone zostało sondowanie niewielkiej partii domniemanego cmentarzyska, które nie wykluczyło istnienia grobów. Mimo to 28 grudnia 2007 r. umorzono postępowanie wobec braku danych dostatecznie uzasadniających podejrzenie popełnienia czynu zabronionego.

## Europejskie Centrum Edukacyjno-Kulturalne
Z inicjatywy dr. Albrechta Goetzego na terenie obozu powstało Centrum Edukacyjno-Kulturalne Meetingpoint Music Messiaen, którego celem jest prowadzenie działalności edukacyjnej i kulturalnej związanej z obozem ze szczególnym podkreśleniem jenieckiej działalności artystycznej. Uroczyste otwarcie odbyło się 15 stycznia 2015 roku. Centrum organizuje również koncerty, warsztaty, konferencje oraz szkolenia. Od 2008 r. co roku w styczniu Stowarzyszenie Meetingpoint Music Messiaen organizuje na terenie obozu dedykowany Olivierowi Messiaenowi koncert w namiocie, gdzie wykonywany jest Kwartet na koniec czasu